# Sage von den Zwergen vom gespaltenen Felsen
Die Sage von den Zwergen vom gespaltenen Felsen hat ihren Ursprung im Gebiet von Bergün/Bravuogn im Albulatal in Graubünden.

## Hintergrund
Im Wald von Crestota (rätoromanisch für «hoher (Berg-)Kamm») westlich von Bergün liegt ein gewaltiger Felsblock aus Granit. Auffällig ist, dass er von oben bis unten durchgehend gespalten ist. Da, wo der Riss ansetzt, stecken zwei steinerne Keile, so dass es den Anschein hat, dass sie die Spaltung bewirkt hätten. 

## Inhalt
Vor langer Zeit war der Block noch ganz und bedeckte eine Höhle, in der Zwerge hausten. Die Zwerge waren gutmütig und fleissige Helfer der Bauern, besonders denen, die Mühe bei der Arbeit hatten. Sie besorgten das Mähen, das Düngen und  beseitigten das Unkraut auf den Wiesen. Bei alledem blieben die Zwerge stets ungesehen und waren froh darüber.  
An einem Abend gingen zwei Burschen entlaufenen Schafen hinterher und bekamen plötzlich im Wald von Crestota einen Zwerg zu Gesicht. Ab diesem Zeitpunkt war es mit der Ruhe für die Zwerge vorbei. Man stellte ihnen nach und baute ihnen Hindernisse. Da entschieden sie, eine neue Höhle zu suchen, um dort wieder Ruhe zu finden.
Bevor sie den Ort verliessen, zerstörten sie aber noch den Felsen, indem sie ihn mit zwei Steinkeilen teilten. Dabei weinten sie und zogen dann fort in den tiefergelegenen Wald von Arzeta. Dort bezogen sie eine neue Höhle. Den Bergüner Bauern haben sie nie mehr geholfen.

## Quelle
- Die Sage von den Zwergen vom gespaltenen Felsen, in: Märchenhaftes Wandern. Auf den Spuren von Bündner Sagen und Märchen, Terra Grischuna Verlag, Chur, 2. Auflage 2003, S. 51.